# Montottone
Montottone es una localidad y comune italiana de la provincia de Fermo, región de las Marcas, con 1024 habitantes.

## Evolución demográfica
| Gráfica de evolución demográfica de Montottone entre 1861 y 2001 |
|                                                                  |
| Fuente ISTAT - elaboración gráfica de Wikipedia                  |